# Jacksboro
Jacksboro ist die Bezirkshauptstadt und Sitz der Countyverwaltung (County Seat) des Jack County im US-Bundesstaat Texas in den Vereinigten Staaten. Das U.S. Census Bureau hat bei der Volkszählung 2020 eine Einwohnerzahl von 4184 ermittelt.

## Geographie
Die Stadt liegt zentral im County am U.S. Highway 281 im Norden von Texas, ist etwa 80 Kilometer von Oklahoma entfernt und hat eine Gesamtfläche von 17,6 km².

## Geschichte
Die ersten Siedler kamen um 1855 und siedelten entlang den Ufern des Lost Creek. 1858 kam die erste Postkutsche der Butterfield Overland Mail hier an.
Benannt wurde der Ort zu Ehren von William H. Jack und seinem Bruder Patrick, beide Veteranen der texanischen Revolution.

## Demografische Daten
Nach der Volkszählung im Jahr 2000 lebten hier 4.533 Menschen in 1.382 Haushalten und 954 Familien. Die Bevölkerungsdichte betrug 300,7 Einwohner pro km². Ethnisch betrachtet setzte sich die Bevölkerung zusammen aus 81,95 % weißer Bevölkerung, 10,46 % Afroamerikanern, 0,57 % amerikanischen Ureinwohnern, 0,31 % Asiaten, 0,02 % Bewohnern aus dem pazifischen Inselraum und 5,56 % aus anderen ethnischen Gruppen. Etwa 1,13 % waren gemischter Abstammung und 10,74 % der Bevölkerung waren spanischer oder lateinamerikanischer Abstammung.
Von den 1.382 Haushalten hatten 33,7 % Kinder unter 18 Jahre, die im Haushalt lebten. 53,7 % davon waren verheiratete, zusammenlebende Paare. 11,7 % waren allein erziehende Mütter und 30,9 % waren keine Familien. 28,4 % aller Haushalte waren Singlehaushalte und in 16,3 % lebten Menschen, die 65 Jahre oder älter waren. Die Durchschnittshaushaltsgröße betrug 2,50 und die durchschnittliche Größe einer Familie belief sich auf 3,06 Personen.
21,7 % der Bevölkerung waren unter 18 Jahre alt, 13,0 % von 18 bis 24, 33,1 % von 25 bis 44, 17,9 % von 45 bis 64, und 14,3 % die 65 Jahre oder älter waren. Das Durchschnittsalter war 35 Jahre. Auf 100 weibliche Personen aller Altersgruppen kamen 139,0 männliche Personen. Auf 100 Frauen im Alter von 18 Jahren und darüber kamen 156,5 Männer.

Das jährliche Durchschnittseinkommen eines Haushalts betrug 30.833 USD, das Durchschnittseinkommen einer Familie 36.759 USD. Männer hatten ein Durchschnittseinkommen von 26.716 USD gegenüber den Frauen mit 20.592 USD. Das Prokopfeinkommen betrug 13.595 USD. 15,0 % der Bevölkerung und 12,2 % der Familien lebten unterhalb der Armutsgrenze. Davon waren 16,0 % Kinder und Jugendliche unter 18 Jahren und 14,4 % waren 65 oder älter.